# Нормативни морал
Нормативни или императивни морал је морал који се заснива на ауторитету прописа.

## Карактеристике
Ово је строг морал, који има репресивно обележје, јер не дозвољава другачије понашање од прописаног. Због своје природе, има негативно, односно ограничавајуће дејство на развој личности. Веома је сличан утилитаристичком моралу.

## Примери
Овај морал се јављао у време буржоазије, као и у доба стаљинизма у Русији.